# Phaegoptera drucei
Phaegoptera drucei là một loài bướm đêm thuộc phân họ Arctiinae, họ Erebidae.